# Fräuleinmühle
Fräuleinmühle (auch  Freilehnmühle, früher Vroleinstdorf) ist eine Ortschaft in der Marktgemeinde Nußdorf ob der Traisen im Bezirk Sankt Pölten-Land in Niederösterreich. Die Ortschaft hat 20 Einwohner (Stand 1. Jänner 2024).

## Geografie
Die Rotte liegt im Osten des Gemeindegebietes an der Traisen. Beim Ort führt die Kremser Schnellstraße vorüber, die hier eine Abfahrt hat. Zur Ortschaft zählt auch die Neumühle. Beide Mühlen wurden vom Mühlbach angetrieben, einem in Spratzern aus der Traisen ausgeleiteten Kanal, der auch heute noch durch Fräuleinmühle fließt. Am 1. April 2020 umfasste die Ortschaft 18 Adressen.

## Geschichte
Der Ort wurde erstmals im Jahr 1299 als Vroleinstdorf erwähnt. Die heute aus einem zweigeschoßigen, nach Osten schauenden Haupttrakt bestehende Mühle, die über einen Eckturm mit einem nördlichen Nebentrakt verbunden ist, wurde 1769 als Edelsitz genannt. Im Jahr 1822 wurde der Ort als Dorf, zu dem auch die Neumühle und die Fürstenauermühle zählten, mit sechs Häusern beschrieben. Das Dorf war nach Nußdorf eingepfarrt, wohin auch die Kinder eingeschult wurden. Die Herrschaft Walpersdorf besaß die Ortsobrigkeit und hatte die Grundherrschaft inne. Die Landgerichtsbarkeit wurde von der Herrschaft Traismauer ausgeübt und Herrschaft Nußdorf ob der Traisen die besorgte die Konskription. Die mit der Zeit um einige Nebengebäude erweiterte Mühle wurde 1920 durch einen Brand schwer zerstört. Laut Adressbuch von Österreich waren im Jahr 1938 in Fräuleinmühle keine Gewerbetreibenden ansässig. Der Mühlenbetrieb wurde um 1940 stillgelegt; im Frühjahr 1945 beschädigten Artillerietreffer die Anlage, die seither nurmehr zur Stromgewinnung genutzt wird.